# Чухлеба, Юрий Николаевич
Юрий Николаевич Чухлеба (27 сентября 1974, Петропавловск, Казахская ССР, СССР) — советский и казахстанский футболист, полузащитник; тренер. Младший брат Олега Чухлебы.

## Биография
Воспитанник петропавловского футбола. Карьеру начал в местном «Металлисте» — в 1991 году сыграл 7 матчей во второй низшей лиге. После распада СССР в 1992 году сыграл в команде 16 матчей в чемпионате Казахстана, забил один мяч. В 1993—1994 годах был в составе команд «Динамо» Алма-Ата, «Кокшетау», «Кайнар», «Локомотив-Спартак» Петропавловск. В 1995—1998 годах играл за омское «Динамо» во второй российской лиге. Следующие 10 лет провёл в петропавловской команде «Аксесс-Есиль»/«Аксесс-Голден Грейн»/«Есиль-Богатырь», семь лет был капитаном. Профессиональную карьеру завершил в 2009 году в команде первой казахстанской лиги «Намыс» Астана.
С 2010 года — тренер петропавловского «Кызыл-Жар СК», трижды был главным тренером клуба. В 2013 году тренировал «Байтерек» Астана.